# Landschaftsschutzgebiet Magerwiesen und -weiden am Niedersachsenweg

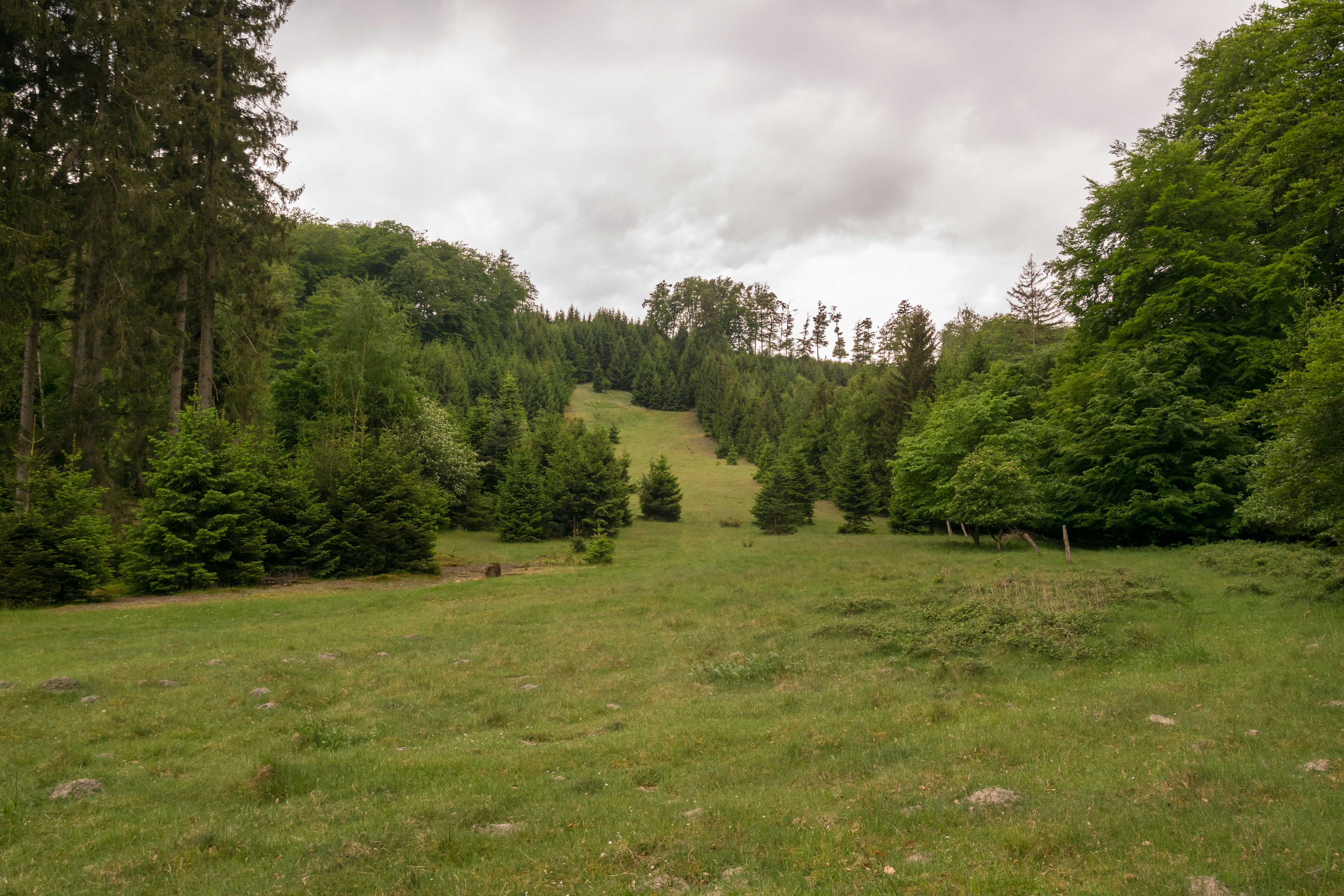
Landschaftsschutzgebiet Magerwiesen und -weiden am Niedersachsenweg

Das Landschaftsschutzgebiet Magerwiesen und -weiden am Niedersachsenweg mit etwa 3 ha Flächengröße liegt südwestlich von Berlebeck im Stadtgebiet von Detmold. Es wurde 2006 mit dem Landschaftsplan Detmold durch den Kreistag des Kreises Lippe als Landschaftsschutzgebiet (LSG) ausgewiesen.

## Beschreibung
Das LSG umfasst Magerwiesen und -weiden am Nordosthang des Teutoburger Waldes. Das Landschaftsschutzgebiet Magerwiesen und -weiden am Niedersachsenweg reicht den Hang vom Niedersachsenweg bis zum Möllmann`s Kamp hinauf. An den Waldrandbereichen wurde bei Ausweisung 2006 eine zunehmende Sukzession dokumentiert.
Das Naturschutzgebiet Östlicher Teutoburger Wald grenzt meist direkt an.

## Schutzzwecke für das LSG
Laut Landschaftsplan erfolgte die Ausweisung des LSG
- „zur Erhaltung und Wiederherstellung der Leistungsfähigkeit des Naturhaushaltes in ökologisch besonders wertvoll strukturierten Bereichen mit Wasser-, Klima- und Biotopschutzfunktionen,“
- „zur Erhaltung und Wiederherstellung von Quellbereichen und naturnahen Fließgewässern, Wald- und Grünlandbereichen unterschiedlicher Feuchtestufen, Feldgehölzen, Hecken und Obstwiesen,“
- „zur Erhaltung morphologisch ausgeprägter Bereiche zur Sicherung der landschaftlichen Eigenart und Vielfalt für die Erholung,“
- „zur Erhaltung wertvoller Biotopkomplexe aus Wald-Grünlandbereichen, Fließgewässern und Quellen sowie Biotopen nach § 62 LG mit wichtigen Refugial-, Puffer-, Trittstein- und Vernetzungsfunktionen,“
- „zur Erhaltung und Wiederherstellung wichtiger Rückzugsräume für die bedrohte Tier- und Pflanzenwelt,“
- „zur Sicherung der das Orts- und Landschaftsbild gliedernden und belebenden und die dörflichen Siedlungsstrukturen prägenden Freiraumelemente.“[1]

## Rechtliche Vorschriften
Im Landschaftsschutzgebiet ist unter anderem das Errichten von Bauten und Fischteichen verboten. Grün- und Brachland darf nicht in eine andere Nutzungsart umgewandelt oder umgebrochen werden.